# Dezhung Rinpoché
Rinpoché
Dezhung Rinpoché II Dezhung Rinpoché IV
Dezhung Rinpoché aussi Deshung Rinpoché (tibétain : སྡེ་གཞུངས་རིན་པོ་ཆེ་, Wylie : sde gzhung rin po che), né Ngawang Zangpo, (26 février 1906 dans le comté de Gapa dans le Kham—16 mai 1987 à Boudhanath) est un lama Tibétain de l'école sakyapa, une des quatre écoles majeures du bouddhisme tibétain (les autres sont nyingmapa, kagyüpa, et gelugpa). En 1960, il s'est installé à Seattle (Washington) aux États-Unis, et fut l'un des premiers lamas tibétains à s'établir et enseigner aux États-Unis.

## Biographie
Dezhung Rinpoché est né au début de l'année du Cheval de Feu, dans la région de Ga à l'Est du Tibet, dans une famille célèbre pour ses médecins. À l'âge de cinq ans, il demande à ses parents de rejoindre un monastère pour y consacrer sa vie au bouddhisme. Il est envoyé vivre et étudier avec son oncle, Ngawang Nyima, un moine qui passa une grande partie de sa vie en retraite au monastère de Thaglung (en). À dix ans, il rencontre le maître sakyapa Gatön Ngawang Lekpa, qui sortait d'une retraite de quinze ans. Dezhung Rinpoché qui reçut de lui ses vœux de moine novice en 1921, le considéra comme son lama racine et devint son principal disciple. Sa première formation comprend les instructions des traités les plus importants de la philosophie bouddhiste, ainsi que la poésie et les sciences. Parmi ses professeurs, se trouve un lama gelugpa Lobsang Chökyi Gawa, et Khenpo Shenga (en).
À dix-huit ans, il est intronisé comme 3e incarnation de Dezhung Lungrik Nyima, ayant été reconnu comme son incarnation par Gatön Ngawang Lekpa. Il choisit comme pratique personnelle le développement de la compassion à travers la méditation d'Avalokiteshvara. Suivant les directives de son lama, il a reçu nombre d'instruction et d'initiations de plus de quarante lamas dont le célèbre maître rimé Dzongsar Khyentsé Chökyi Lodrö. Ces enseignements comprennent le Lamdré et le Compendium des Sadhanas. Il a également passé plus de dix ans en retraites et voyagea à travers le Tibet donnant des enseignements et des initiations. Peu avant son décès, Gatön Ngawang Lekpa nomme Dezhung Rinpoché pour lui succéder en tant qu'abbé du monastère de Dezhung. Cependant, peu après, Dezhung Rinpoché doit fuir le Tibet. En 1960, il accompagne Jigdal Dagchen Sakya et sa famille aux États-Unis pour participer à un projet de recherche sur la culture et la religion tibétaine à l'université de Washington à Seattle. Pendant son séjour de plus de vingt ans en Amérique, il a enseigné et donné des initiations dans des centres d'enseignement aux États-Unis et au Canada et a fondé des centres à New York, Minneapolis, Boston, Los Angeles et Seattle. E. Gene Smith compte parmi ses élèves, et fut un des rares Américains à recevoir de lui aussi des enseignements bouddhistes. En 1981, Dezhung Rinpoché fonda un second monastère de Tharlam à Boudhanath au Népal. En 1986, Dezhung Rinpoché est allé vivre dans ce monastère, afin d'enseigner et de superviser les travaux de construction. C'est là qu'il est mort le 16 mai 1987.
Sa biographie, écrite par David Paul Jackson en anglais, fut traduite en tibétain par Dhongthog Rinpoché

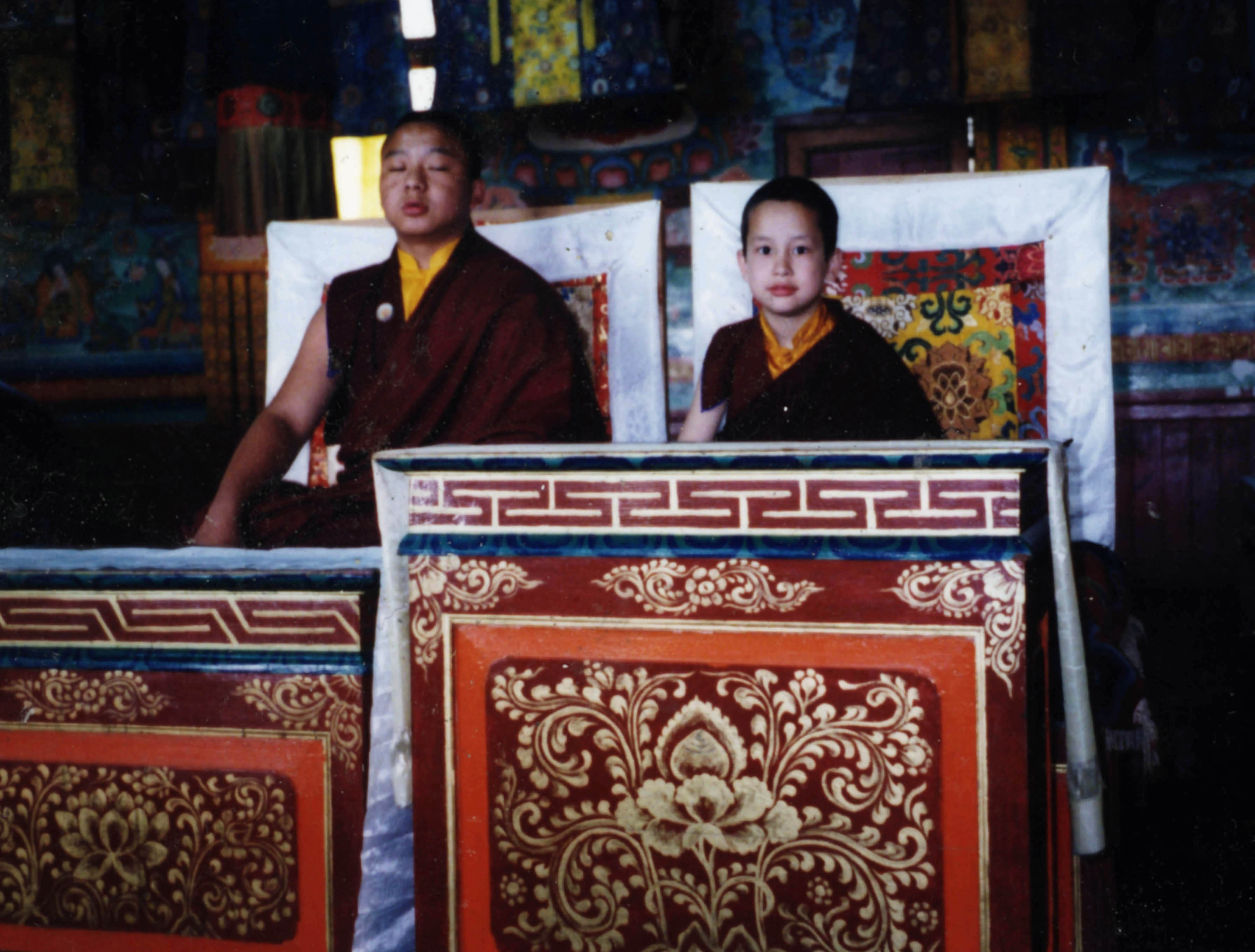
Le 4e Dezhung Rinpoché sur son trône en 1999

Sonam Wangdu, reconnu comme réincarnation de Dezhung Rinpoché, est né à Seattle le 12 novembre 1991. Il a été intronisé au monastère de Tharlam le 8 mars 1994. Le 6 avril de cette année, il prononça ses vœux devant Sakya Trizin et Jigdal Dagchen Sakya lui donna le nom de Ngawang Kunga Tegchen Chokyi Nyima. Il réside et étudie au monastère de Tharlam, au Népal.